# Лошак, Иван Семёнович
Иван Семёнович Лошак (1911—1987) — советский военнослужащий, старший лейтенант, Герой Советского Союза. Участник Великой Отечественной войны.

## Биография
Родился 5 мая 1911 года в селе Воскресенском Семипалатинской области. В декабре того же года переехал с родителями на Северный Кавказ, хутор Зимин (ныне село Садовое Предгорного района Ставропольского края). Осенью 1931 года добровольцем ушёл в Красную Армию и был направлен служить в город Казанджик Туркменской ССР. Осенью 1933 года демобилизовался, с 1933—1941 годах работал бригадиром, счетоводом, бухгалтером и один год председателем колхоза «Пролетарская воля».
В июне 1941 года, в первые дни войны, Пятигорским военкоматом вновь призван в Красную Армию и направлен в 472-й гаубичный артиллерийский полк, в составе которого принимал участие в обороне Москвы, в освобождении города Смоленска и других городов. Он был разведчиком и командиром взвода. За умелые боевые действия было присвоено звание младший лейтенант. В 1943 году за участие в боях при наступлении на Духовщину командиру взвода управления батарей 472-й гаубичного артполка Лошаку И. С. присвоено звание Героя Советского Союза. 
С февраля 1944 года Лошак Иван Семёнович в составе 294-го артполка 170-й стрелковой дивизии в должности командира взвода разведки полка принимал участие в боях за освобождение Белоруссии. В ноябре 1944 года переведён в 38-й отдельный полк связи, в составе которого принимал участие в боях за освобождение Варшавы и взятие Берлина. Он оставил свой автограф на стенах Рейхстага. 
В марте 1947 года в звании старшего лейтенанта уволен в запас, прибыл в город Пятигорск, поступил на работу в пассажирское автотранспортное предприятие № 1 на должность механика, где проработал до 1968 года. 10 июля 1968 году Лошаку И. С. была назначена персональная пенсия союзного значения. Умер И. С. Лошак 21 сентября 1987 года.
Фотография Ивана Семеновича Лошак в настоящее время представлена на стенде в центральной части Пятигорска под заголовком: Ими гордится наш город.

## Награды
- Орден Ленина.
- Два ордена Отечественной войны первой степени.
- 12 медалей, в том числе «За отвагу», «За оборону Москвы», «За освобождение Варшавы», «За взятие Берлина».